# Painting & Patronage
Painting & Patronage ist eines der führenden kulturellen und künstlerischen Austauschprogramme zwischen Saudi-Arabien und dem Ausland.

## Geschichte
Es wurde 1999 von Prinz Khalid Al-Faisal, dem Sohn des verstorbenen Königs Faisal ibn Abd al-Aziz, gegründet. Diese Organisation wird von Anthony Bailey geleitet. Das grundlegende Interesse ist es einen Brückenschlag zwischen künstlerischen und pädagogische Verständnis  zwischen dem Westen und der arabischen Welt, unter dem zu Grunde legen eines tieferen Verständnis der gegenseitigen Unterschiede und der verschiedenen Kulturen und Traditionen.
Die erste Painting and Patronage-Initiative fand im Banqueting House in London unter der Schirmherrschaft des Prince of Wales (dem heutigen König Charles III.) und von Prinz Khalid Al-Faisal im Juni 2000 statt, die Ausstellung beinhaltete Aquarelle und Ölgemälde beider Prinzen. Mit Hilfe des Sponsorings britischer Firmen (BAE Systems und Shell) wurde eine frei zugängliche Sommerschule für junge Künstler zwischen der The Prince’s Foundation und der King Faisal Foundation gegründet.
Im Gegenzug fand eine Ausstellung, die zweite Painting-and-Patronage-Initiative, in Riad in Anwesenheit beider Prinzen 2001 statt. Dieses Ereignis gilt als das größte jemals durchgeführte Austauschprogramm von Kunst zwischen dem Vereinigten Königreich und Saudi-Arabien. Die Königin Elisabeth II. besuchte die Ausstellung in London, und in Riad wurde die Initiative von König Abdullah ibn Abd al-Aziz von Saudi-Arabien eröffnet.
Das dritte Painting and Patronage-Event fand zwischen Saudi-Arabien und Portugal statt und zeigte Bilder von Prinz Khalid Al-Faisal. Der Ablauf dieser Ausstellungen glich dem Ablauf der Ausstellungen in London und Riad. Die Initiative wurde von Jorge Sampaio, dem Präsidenten der portugiesischen Republik, im Palácio Nacional de Sintra eröffnet und stand unter seiner Schirmherrschaft.
Im April 2007 folgte die vierte Initiative in Riad. Sie zeigte eine große Anzahl zeitgenössischer portugiesischer Künstler und wurde von Kronprinz Sultan ibn Abd al-Aziz und Isabel Pires de Lima, der portugiesischen Kulturministerin, eröffnet.
2007 übernahm der König von Saudi-Arabien die Schirmherrschaft der Organisation.
Der Präsident von Painting & Patronage, S.K.H. Prinz Khalid Al-Faisal, ist selbst ein Amateurkünstler. Painting & Patronage war Leihgeber der Gemälde von Prinz Khalid Al-Faisal bei vielen kulturellen Veranstaltungen. In Saudi-Arabien waren dies unter anderem Ausstellungen in Riad, Jeddah und Abha. Auch in Frankreich, Deutschland, dem Libanon, Marokko, Portugal und dem Vereinigten Königreich gab es eine Reihe internationaler Ausstellungen.
Gelegentlich haben solche Ausstellungen von S.K.H. Prinz Khalid Al-Faisal gemeinsam mit anderen bekannten Amateur- oder Berufskünstlern stattgefunden. Dazu gehörten Ausstellungen mit HRH The Prince of Wales (dem heutigen König Charles III.), James Hart-Dyke, Christopher Le Brun, Rita Magalhaes, Daniel Blaufucks, Alberto Carneiro, Mariana Viegas, Cristina Mateus, Edgar Martins, Mario Pires Cordeiro, Noronha da Costa, Baltazar Torres, Pedro Calapez, Valdemar Santos, Armando Alves, Joao Hogan, Manual Amado, Domingos Pinho, Mario Cesariny, Nikias Skapinakis, Joao Queiroz und Marta Ramos.